# ヴズール
ヴズール (Vesoul) は、フランス東部、ブルゴーニュ＝フランシュ＝コンテ地域圏オート＝ソーヌ県のコミューンで、同県の県庁所在地である。

## スポーツ
- ヴズール・オート＝ソーヌ (Vesoul Haute-Saône Football) - サッカークラブ

## 著名出身者
- ジャン＝レオン・ジェローム - 画家
- スタンリー・クワン - 映画監督
- シモン・ルナール - 外交官
- ポール・ナルディ - サッカー選手